# Napállatkák
A napállatkák (Heliozoa) korábban mikroszkopikus vízi egysejtű élőlények rendjének tekintett polifiletikus csoport.

## Elterjedés
Sós- és édesvizekben is egyaránt megtalálhatóak szerte a világon. Az édesvízi fajok nagymértékben a mocsaras és lápos vizek lakói, melyek sok rothadó anyagot tartalmaznak, ezért kedveznek a napállatkáknak. Lelőhelyüket főleg tavasszal a növényzetben dús kisebb méretű vizek képezik.

## Leírás
A napállatkák sejtjeit parányi lyukakat tartalmazó szilárd váz borítja, amelynek építőanyaga többnyire mész, állábaikat a héj kis résein nyújtják ki. A napállatkáknak 200 sejtmagjuk is lehet, viszont általában csak 1 mm nagyságúra nőnek meg életük során.

## Szaporodás
A napállatkák szaporodásmódja jó példája az egysejtűek bonyolult életfolyamatainak. A napállatkák ivaros szaporodása az úgynevezett plazmaosztódás. E folyamat kezdetén az anyasejt behúzza állábait, gömbölyűvé válik, majd burkot épít maga körül. Ebben az anyacisztában a sejtek többsége nem osztódik, és valamennyi keletkező leánysejtbe egyetlen mag jut a 200-ból. Az anyasejt a cisztán belül leánysejtekre osztódik, amelyek azután elsődleges cisztákat alkotnak, majd ezek sejtmagja is osztódik. Így másodlagos ciszták keletkeznek. Két egymást követő megosztódás után a másodlagos cisztákból ivarsejtek (gaméták) alakulnak, amelyek egymással egyesülve zigótává lesznek. Ezek szilárd tokot választanak el. A zigóták sejtmagja többszörösen osztódik, így a fejlődési folyamat végén a belőlük kibújó egyedeknek újból több, esetleg sok sejtmagjuk van. Mindezek a folyamatok az anyacisztán belül játszódnak le, az anyasejt kocsonyás burka csupán ebben az állapotban oldódik fel.
Szaporodhat ezenkívül például csírázással is.

## Képek

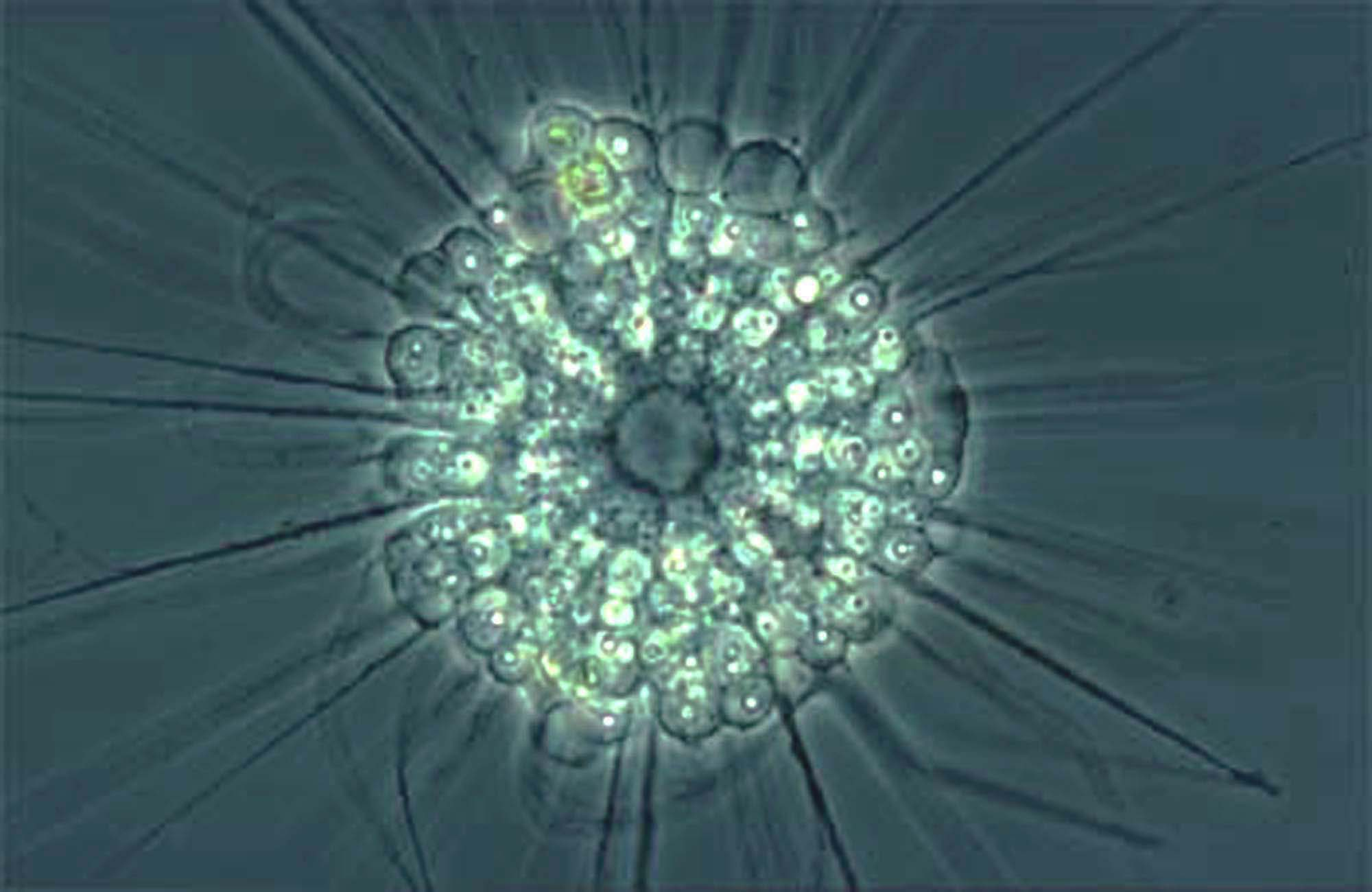
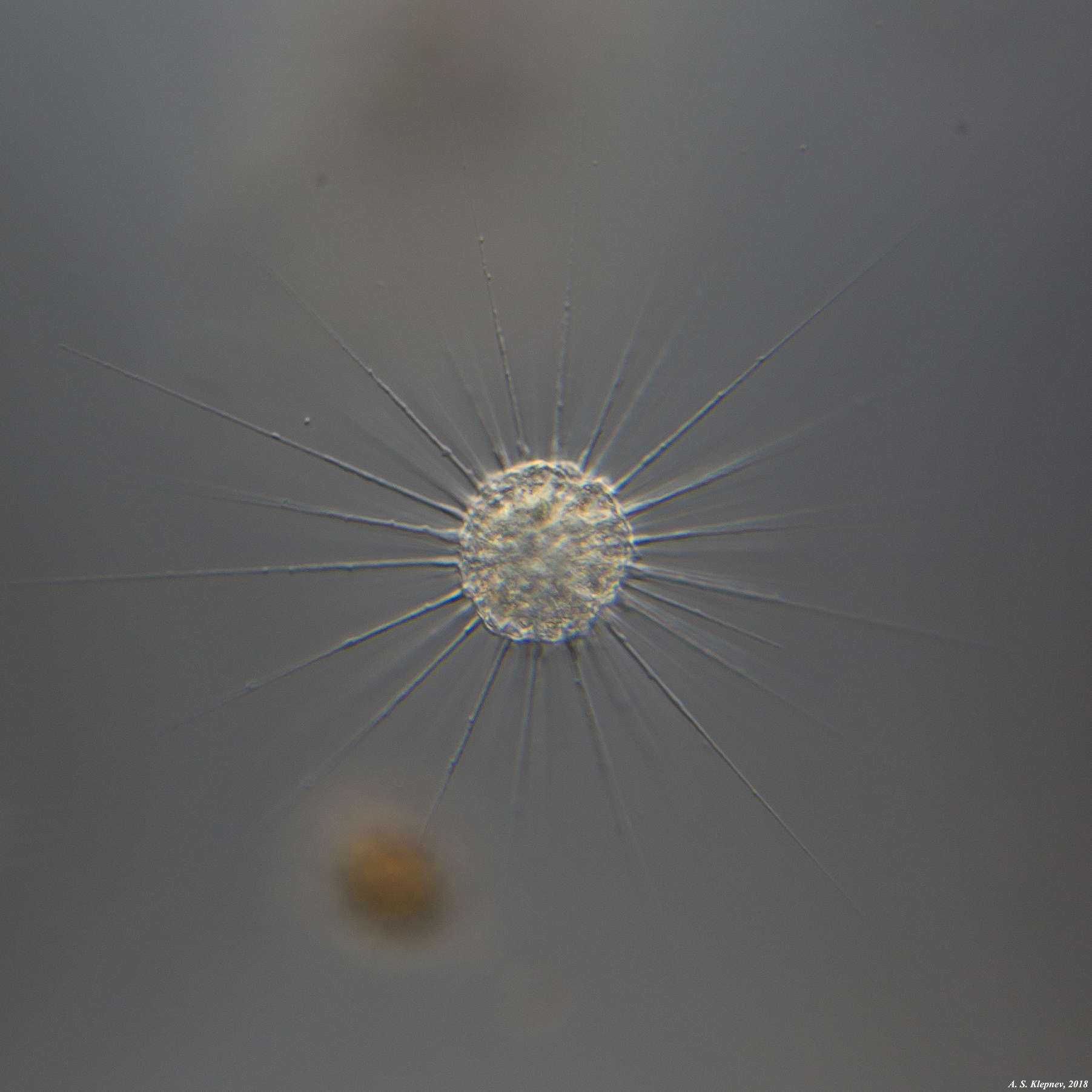
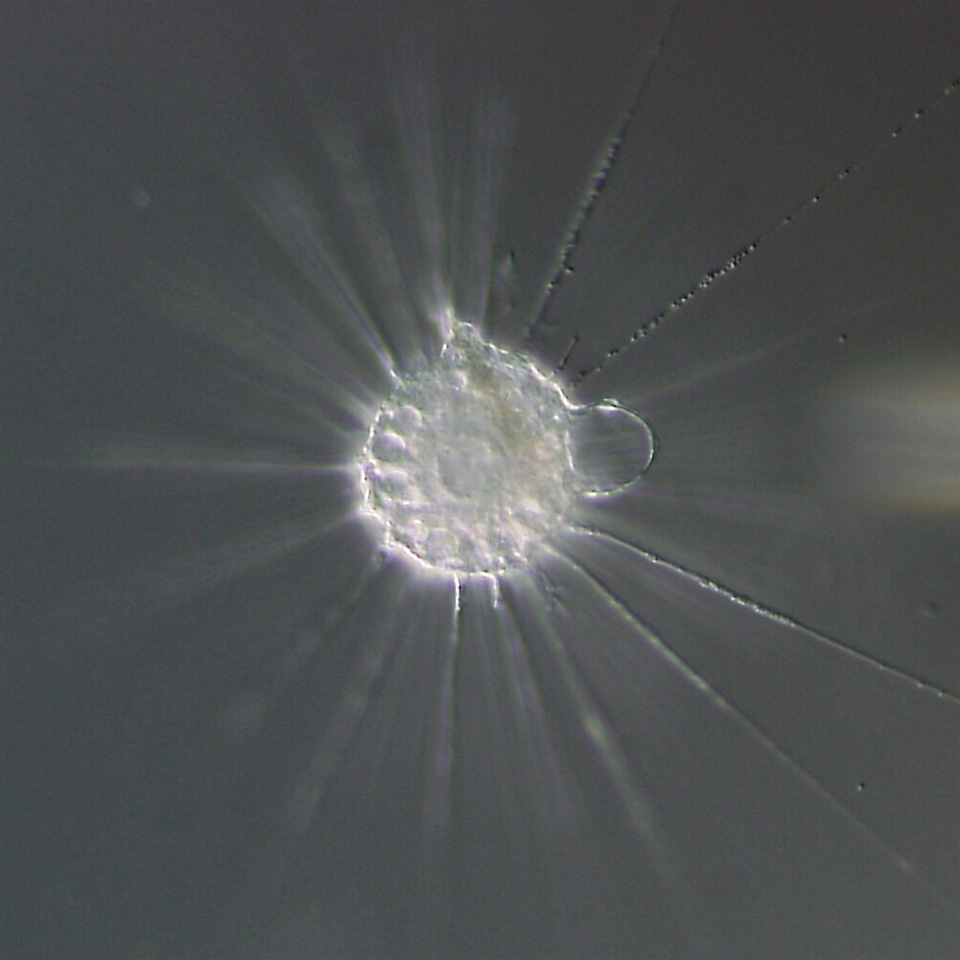
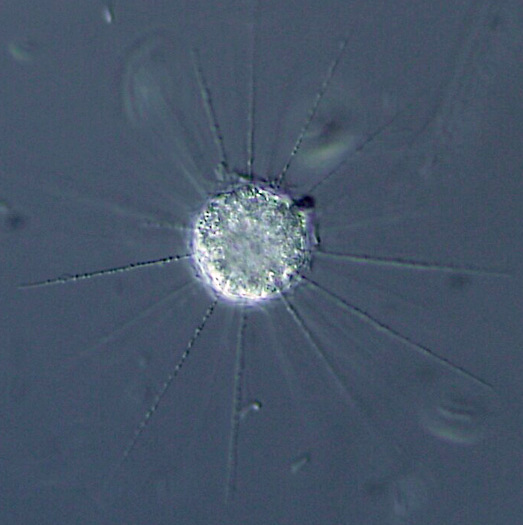